# آرثر شورت
آرثر شورت (بالإنجليزية: Arthur Short)‏ (27 سبتمبر 1947 في جنوب أفريقيا - ) هو لاعب كريكت جنوب أفريقي. لعب مع نادي الجامعات الجنوب أفريقية للكريكت ‏ وEastern Province (cricket team) ‏ وفريق كوازولو ناتال للكريكت ‏.

## وصلات خارجية
- آرثر شورت على موقع إي آس بي آن كريك إنفو (الإنجليزية)